# Bufo robinsoni
Bufo robinsoni là một loài cóc thuộc họ Bufonidae.
Loài này có ở Namibia và Nam Phi.
Môi trường sống tự nhiên của chúng là vùng cây bụi khô khu vực nhiệt đới hoặc cận nhiệt đới, đồng cỏ khô nhiệt đới hoặc cận nhiệt đới vùng đất thấp, sông có nước theo mùa, đầm nước ngọt có nước theo mùa, vùng nhiều đá, và khu vực trữ nước.
Chúng hiện đang bị đe dọa vì mất nơi sống.